# 396
396 (CCCXCVI) je bilo prestopno leto, ki se je po julijanskem koledarju začelo na torek.

## Dogodki
- Vizigoti pod vodstvom Alarika I. vdrejo v Grčijo, oplenijo Atene in požgejo svetišče v Elevzini. Uničenje Elevzinskega svetišča predstavlja simboličen konec antičnega poganstva.
- Avguštin napiše »Izpovedi« (Confessiones).